# Басберг
Басберг (нім. Basberg) — громада в Німеччині, розташована в землі Рейнланд-Пфальц. Входить до складу району Вульканайфель. Складова частина об'єднання громад Гіллесгайм.
Площа — 2,32 км2. Населення становить 88 ос. (станом на 31 грудня 2020).